# Língua lungalunga
Lungalunga (Lunga Lunga), também chamada ambiguamente de Minigir, é uma língua falada por não mais de 600 pessoas Tolai da Papua Nova Guiné, que vivem na Península da Gazela, na província da Nova Grã-Bretanha. É frequentemente referido na literatura como o "dialeto" de Tolai com um / s /.

## Classificação
Lungalunga pertence ao ramo ic das ilhas austronésias da família das línguas. O subgrupo mais imediato é o grupo de línguas [Patpatar - Tolai] que também inclui Kuanua (também falado na Península da Gazela) e Patpatar (em Nova Irlanda).
Uma "língua comercial de Tolai-Nakanai" relatada na literatura aparentemente não era um pidgin como se supunha, mas Minigir (Lungalunga) com talvez alguma mistura com as línguas  Meramera ou Nakanai..

## Geografia
Lungalunga é falado na baía Ataliklikun Bay, nas aldeias de Lungalunga, Kabaira e Vunamarita, localizadas na península de Gazelle, na província de Nova Bretanha, Papua-Nova Guiné.

## Pronomes
Os pronomes lungalunga têm quatro números gramaticais(singular, duplo, trial e plural) e três pessoas (primeira, segunda e terceira), bem como distinção entre inclusiva e exclusiva na 3ª pessoa. Não há distinções gênero.
|              | Singular            | Dual                  | Trial                        | Plural                      |
| ------------ | ------------------- | --------------------- | ---------------------------- | --------------------------- |
| 1ª exclusiva | iau (I)             | iamiru (ele/ela + eu) | iamitalu (eles ambos, + eu)  | iamamami (todos eles, + eu) |
| 1ª inclusiva | -                   | iadori (você + eu)    | iadatalu (vocês ambos, + eu) | iada (todos vocês + eu)     |
| iavau (thou) | iamuru (vocês dois) | iamutalu (vocês três) | iamui (vocês >3)             |                             |
| 3ªd          | ia (ele/ela)        | idiru (eles dois)     | iditalu (eles três)          | idi (eles >3)               |

## Sintaxe
A ordem usual das palavras em Lungalunga é Sujeito-Vebp-Objeto (SVO).